# Сверхъестественное (11-й сезон)
Одиннадцатый сезон американского мистического телесериала «Сверхъестественное», созданного Эриком Крипке, премьера которого состоялась на канале The CW 7 октября 2015 года, а заключительная серия вышла 25 мая 2016 года, состоит из 23 серий.
Сериал повествует о двух братьях — охотниках за нечистью, которые путешествуют по Соединённым Штатам Америки на чёрной Chevrolet Impala 1967 года, расследуя паранормальные явления, многие из которых основаны на городских легендах и фольклоре, а также сражаются с порождениями зла: демонами, призраками и другой нечистью.

## В ролях

### Главные актёры
- Джаред Падалеки — Сэм Винчестер;
- Дженсен Эклс — Дин Винчестер и пожиратель душ;
- Миша Коллинз — Кастиэль и Люцифер
- Марк А. Шеппард — Кроули;

### Приглашенные актёры
- Кёртис Армстронг — Метатрон;
- Бриана Бакмастер — шериф Донна Ханскам;
- Роб Бенедикт — Чак Ширли / Бог;
- Лиза Берри — Билли;
- Джим Бивер — Бобби Сингер и пожиратель душ;
- Элизабет Блэкмор — леди Антония «Тони» Бевелл;
- Дилан Кингуэлл — молодой Сэм Винчестер;
- Рут Коннелл — Ровена Маклауд;
- Мэтт Коэн — молодой Джон Винчестер и Люцифер;
- Ли Мадждуб — Ханна;
- Майк «Миз» Мизанин — Шон Харли;
- Лейси Дж. Мэйли — помощник шерифа Дженна Никерсон;
- Кэтрин Ньютон — Клэр Новак;
- Марк Пеллегрино — Люцифер;
- Кэтрин Рамдин — Алекс Джонс;
- Ким Родс — шериф Джоди Миллс;
- Саманта Смит — Мэри Винчестер;
- Эмили Суоллоу — Амара / Тьма;
  - Грейсин Шиней — ребёнок Амара;
  - Ясмин Лили-Эль Болл — подросток Амара;
  - Саманта Ислер — юная Амара;
- Брендан Тэйлор — Даг Стовер;
- Стивен Уильямс — Руфус Тёрнер;
- Колин Форд — молодой Сэм Винчестер;
- Осрик Чау — Кевин Трен;

- Шошанна Штерн — Эйлин Лэйхи;
- Дилан Эверетт — молодой Дин Винчестер.

## Список эпизодов
| № общий | № в сезоне | Название                                                   | Режиссёр            | Автор сценария                    | Дата премьеры   | Зрители в США (млн) |
| --- | ---------- | ---------------------------------------------------------- | ------------------- | --------------------------------- | --------------- | ------------------- |
| 219 | 1          | «Из тьмы да в полымя» «Out of the Darkness, Into the Fire» | Роберт Сингер       | Джереми Карвер                    | 7 октября 2015  | 1,94                |
| Выпустив Тьму на свободу, Дин и Сэм сталкиваются с довольно неприятными последствиями. Прибыв в ближайший населённый пункт, они встречают людей, поражённых странным вирусом. Из-за всего случившегося мнения братьев опять расходятся. Сэм решает найти лекарство от вируса (даже не подозревая, к чему приведёт его решение), а Дин хочет спасти новорождённого ребёнка — маленькую девочку, с которой его связывает нечто большее, чем простая встреча. |            |                                                            |                     |                                   |                 |                     |
| 220 | 2          | «Тьма над бездною» «Form and Void»                         | Фил Сгриккиа        | Эндрю Дабб                        | 14 октября 2015 | 1,85                |
| Дин отвозит Дженну и малышку Амару к её бабушке и уезжает на помощь Сэму. Однако ему приходится срочно вернуться, когда выясняется, что Амара может передвигать предметы силой мысли. По приезде он обнаруживает Кроули, который очень заинтересован в способностях и происхождении младенца. Тем временем Сэм ищет способ вылечиться, но времени у него остаётся всё меньше. Кастиэль пытается бороться с заклятьем, наложенным Ровеной. |            |                                                            |                     |                                   |                 |                     |
| 221 | 3          | «Дурная кровь» «The Bad Seed»                              | Дженсен Эклс        | Брэд Бакнер и Евгения Росс-Леминг | 21 октября 2015 | 1,59                |
| Сэм и Дин ищут Ровену, чтобы заставить её вылечить Кастиэля, и Метатрона, чтобы получить от него информацию о Тьме и способе её уничтожения. За Ровеной начинают охотиться демоны, а Кастиэль вновь теряет контроль над собой. Тем временем, под присмотром Кроули, Амара быстро растёт и набирает силу, поглощая души демонов. |            |                                                            |                     |                                   |                 |                     |
| 222 | 4          | «Детка» «Baby»                                             | Томас Дж. Райт      | Робби Томпсон                     | 28 октября 2015 | 2,04                |
| Всё действие серии происходит в или около машины Дина — Импалы. Сэм и Дин расследуют убийство помощника шерифа; в результате расследования выясняется, что братья столкнулись с существами, называемыми нахцерерами, которых можно убить, лишь обезглавив, предварительно вложив им в рот что-нибудь медное. Сэму снится сон, в котором он говорит с Джоном Винчестером. Джон сообщает ему, что братья должны остановить Тьму. Сэм думает, что видения ему посылает Бог, но Дин относится к этому скептически. |            |                                                            |                     |                                   |                 |                     |
| 223 | 5          | «Тощая Лиззи» «Thin Lizzie»                                | Рашаад Эрнесто Грин | Нэнси Вон                         | 4 ноября 2015   | 1,64                |
| Братья расследуют убийство молодой пары в отеле, который раньше был домом Лиззи Борден, убившей собственных родителей. Хотя при первой проверке все таинственные шорохи и голоса в доме оказываются фальсификацией, а признаков призрака в доме нет, убийства продолжаются. Неожиданно Сэм и Дин сталкиваются с фотографом, который недавно видел рядом с отелем Амару. |            |                                                            |                     |                                   |                 |                     |
| 224 | 6          | «Наш мирок» «Our Little World»                             | Джон Шоуолтер       | Роберт Беренс                     | 11 ноября 2015  | 1,70                |
| Амара поглощает новую душу и становится ещё старше. Кроули пытается её воспитывать и старается убедить Амару в том, что может быть ей наставником и отцом. Сэм и Дин разрабатывают план убийства Амары, однако всё идёт не по сценарию. Тем временем Кастиэль случайно видит по телевизору Метатрона и вскоре находит его. Сэма посещают новые видения: на этот раз он с ужасом видит клетку с запертыми в ней Михаилом и Люцифером. |            |                                                            |                     |                                   |                 |                     |
| 225 | 7          | «Плюш» «Plush»                                             | Тим Эндрю           | Эрик Чармело и Николь Снайдер     | 18 ноября 2015  | 1,66                |
| После того, как человек в маске зайчика жестоко убил мужчину, шериф Донна Ханскам обращается к Винчестерам за помощью. Оказывается, что маску невозможно снять, а человек, носящий её, становится очень сильным. Братья думают, что маска — проклятый предмет, и сжигают её. Однако на этом убийства не заканчиваются. Девушка в костюме шута (талисмана команды) нападает на футбольного тренера и почти убивает его. Винчестеры и Донна узнают, что маски принадлежали погибшему аниматору. Становится ясно, что его призрак мстит своим убийцам. Сэм вновь молится Богу и понимает, что он должен вернуться в Клетку, чтобы найти способ остановить Тьму. |            |                                                            |                     |                                   |                 |                     |
| 226 | 8          | «Всего лишь моё воображение» «Just My Imagination»         | Ричард Спейт-мл.    | Дженни Клайн                      | 2 декабря 2015  | 2,00                |
| Воображаемый друг маленькой девочки — человек-единорог по имени Блестяшка — убит. Воображаемый друг из детства Сэма Салли появляется в доме братьев и просит помощи в расследовании. Выясняется, что воображаемые друзья не такие уж воображаемые, а являются безобидными существами под названием Зана, помогающими одиноким детям. Во время расследования продолжающихся нападений, одно из которых закончилось гибелью зана-русалки, Сэм и Салли вновь переживают неприятные обстоятельства их расставания много лет назад. |            |                                                            |                     |                                   |                 |                     |
| 227 | 9          | «О где же ты, Брат?» «O Brother Where Art Thou?»           | Роберт Сингер       | Евгения Росс-Леминг и Брэд Бакнер | 9 декабря 2015  | 1,9                 |
| Полностью повзрослевшая Амара убивает религиозных проповедников в парке и церкви в попытке привлечения внимания Бога и отвергает религию, называя её манипуляцией. Сэм, убедив Дина последовать инструкциям Бога из его видений, обращается за помощью к Кроули. Чтобы связаться с Люцифером, находящимся в клетке в аду, Кроули заключает сделку со своей матерью Ровеной в обмен на её помощь. Дин едет на расследование резни в церкви и встречается лицом к лицу с Амарой. Тем временем Сэм говорит с Люцифером, который открывает ему, что это он посылал видения, а не Господь. Ровена снимает защитный барьер, окружающий клетку, и Сэм оказывается внутри темницы наедине с Люцифером. |            |                                                            |                     |                                   |                 |                     |
| 228 | 10         | «Дьявол в деталях» «Devil in Details»                      | Томас Дж. Райт      | Эндрю Дабб                        | 20 января 2016  | 1,83                |
| Люцифер пытается уговорить Сэма стать вместилищем, но все его увещевания не имеют успеха. Тем временем Кастиэль едет на то место, где ангелы все разом атаковали Тьму, и убеждается, что Амаре был нанесён только временный ущерб. Пришедшая в себя Тьма отсылает Кастиэля в логово Кроули с посланием «Я иду». К Кроули приходит и Дин, ищущий брата. Ровена готовится произнести заклинание, которое освободит из клетки Сэма, если только тот не даст согласия Люциферу. В этом случае в теле Сэма на свободу выйдет Люцифер. Кастиэль и Дин подходят к клетке Люцифера и вдруг оказываются тоже внутри. Ровена успевает произнести освобождающее заклинание, и Дин, Сэм и Кастиэль оказываются на свободе, но Кастиэль успел дать своё согласие быть вместилищем. Дождавшись ухода Винчестеров, Люцифер в теле Кастиэля нападает на Кроули, а, выяснив, что никто кроме Ровены не может открыть клетку, убивает ведьму. |            |                                                            |                     |                                   |                 |                     |
| 229 | 11         | «Тайна любви» «Into the Mystic»                            | Джон Бэдэм          | Робби Томпсон                     | 27 января 2016  | 1,88                |
| Дин предлагает Сэму отвлечься и разобраться с делом, произошедшем в доме престарелых. Выясняется, что в этот раз набедокурила банши. В ходе расследования Дин и Сэм знакомятся с девушкой Эйлин Лихи, глухонемой охотницей, потомком Просвещённых. |            |                                                            |                     |                                   |                 |                     |
| 230 | 12         | «Не забывай обо мне» «Don’t You Forget About Me»           | Стефан Плещински    | Нэнси Вон                         | 3 февраля 2016  | 1,87                |
| Клэр в панике звонит братьям Винчестерам, и они бросают все дела, чтобы наведаться к Джоди Миллс, Алекс и Клэр. Она предполагает, что недавняя серия убийств, прокатившаяся по городу, связана с деятельностью сверхъестественных сил, поэтому без помощи Сэма и Дина не обойтись. |            |                                                            |                     |                                   |                 |                     |
| 231 | 13         | «Любовь ранит» «Love Hurts»                                | Фил Сгриккиа        | Эрик Чармело и Николь Снайдер     | 10 февраля 2016 | 1,83                |
| В День святого Валентина происходит серия убийств. Братья Винчестеры занимаются расследованием. Им удаётся обнаружить следы древнего проклятья. Если обычный человек однажды попадает под действие этого проклятья, то его смерть предрешена. |            |                                                            |                     |                                   |                 |                     |
| 232 | 14         | «Сосуд» «The Vessel»                                       | Джон Бэдэм          | Роберт Беренс                     | 17 февраля 2016 | 1,98                |
| Дин всё ещё надеется найти оружие, способное уничтожить Амару, и обращается за помощью к Люциферу в обличье Кастиэля. В 1944 году теряется след последнего оружия, которое может нанести Амаре урон, и Люцифер отправляет Дина на обречённую подводную лодку. Пока Дин путешествует во времени, Люцифер продолжает играть в шарады с Сэмом. |            |                                                            |                     |                                   |                 |                     |
| 233 | 15         | «За бойцовским ковром» «Beyond the Mat»                    | Джерри Ванек        | Джон Бринг и Эндрю Дабб           | 24 февраля 2016 | 1,85                |
| После убийства одного из любимых борцов Дин и Сэм идут на рестлинг, чтобы отдать дань памяти. После шоу один из зрителей обнаружен мёртвым, со странными вырезами на теле. Тем временем в аду Кроули сбегает из рабства Люцифера, а после пытается убить его с помощью посоха Аарона — очередной «Божьей десницы». В последний момент один из демонов жертвует собой, прикрывая хозяина, и Люцифер остаётся жив. |            |                                                            |                     |                                   |                 |                     |
| 234 | 16         | «Место встречи изменить нельзя» «Safe House»               | Стефан Плещински    | Робби Томпсон                     | 23 марта 2016   | 1,69                |
| В старом доме происходит нападение неизвестного существа на людей. Мать и её ребенок оказываются в коме. Братья Винчестеры узнают о том, что Бобби и Руфус уже охотились на подобную сущность, и, пользуясь их опытом, пытаются вновь поймать опасное создание, пока не начали умирать люди. |            |                                                            |                     |                                   |                 |                     |
| 235 | 17         | «Ирония судьбы» «Red Meat»                                 | Нина Лопес-Коррадо  | Роберт Беренс и Эндрю Дабб        | 30 марта 2016   | 1,45                |
| Спасая от оборотней пару молодожёнов, Сэм оказывается смертельно раненым. Уверенный в его смерти, Дин доставляет пострадавших в больницу и встречается со жнецом. |            |                                                            |                     |                                   |                 |                     |
| 236 | 18         | «Ангел ада» «Hell’s Angel»                                 | Фил Сгриккиа        | Брэд Бакнер и Евгения Росс-Леминг | 6 апреля 2016   | 1,75                |
| Кроули достал шофар, принадлежавший когда-то Иисусу Навину, и торгуется с братьями Винчестерами, требуя за этот артефакт помощь в возвращении Люцифера в клетку. Но Сэм и Дин хотят вернуть Кастиэля, который заточён где-то в уголке сознания архангела. Да и без Люцифера надежда победить Амару становится совсем призрачной. |            |                                                            |                     |                                   |                 |                     |
| 237 | 19         | «Цикаты» «The Chitters»                                    | Эдуардо Санчес      | Нэнси Вон                         | 27 апреля 2016  | 1,67                |
| В 1989 году братья Джесси и Мэтти рыбачили в лесу. Когда Джесси ненадолго отошёл, Мэтти был похищен кем-то с зелёными глазами. Прошло 27 лет. Сэм и Дин расследуют серию похищений в этом же городе. Поговорив с местными, они узнают, что перед исчезновением друзья и родственники жителей начинали издавать странные звуки, похожие на стрекот. Постепенно братья выясняют, что существуют духи-цикады, которые каждые 27 лет вселяются в людей, усиленно вступают в связь в лесу, а затем исчезают. В ходе расследования Винчестеры знакомятся с двумя охотниками — Сезаром и повзрослевшим Джесси. Однако мысль заручиться поддержкой единомышленников в деле с Амарой приходится отложить: отомстив убийцам брата, Джесси решает закончить карьеру охотника. |            |                                                            |                     |                                   |                 |                     |
| 238 | 20         | «Не называй меня Ширли» «Don’t Call Me Shurley»            | Роберт Сингер       | Робби Томпсон                     | 4 мая 2016      | 1,54                |
| Метатрон, бывший писарь Божий, утративший бессмертие и ангельскую благодать, встречает Бога, который всё это время был на Земле в весьма невзрачном обличии. Похоже, Бог набрался, наконец, смелости встретиться с сестрой. |            |                                                            |                     |                                   |                 |                     |
| 239 | 21         | «В кругу семьи» «All in the Family»                        | Томас Дж. Райт      | Евгения Росс-Леминг и Брэд Бакнер | 11 мая 2016     | 1,75                |
| Сэм и Дин встречаются лицом к лицу с Богом. И, хоть он не такой, каким они его себе представляли, они объединяются с ним. |            |                                                            |                     |                                   |                 |                     |
| 240 | 22         | «Горсточка счастливцев» «We Happy Few»                     | Джон Бэдэм          | Роберт Беренс                     | 18 мая 2016     | 1,59                |
| Бог, Дин, Сэм и Люцифер собирают все силы, которые у них есть, чтобы победить Амару. И хотя Дин предлагает убить сестру Бога, сам Бог против этого: Свету всегда нужна Тьма, Тьме — Свет. Исчезнет одна составляющая — и реальность погибнет. Амара опять должна быть заключена в Клетку. Вот только Амара не хочет снова сидеть миллионы лет взаперти. |            |                                                            |                     |                                   |                 |                     |
| 241 | 23         | «Альфа и Омега» «Alpha and Omega»                          | Фил Сгриккиа        | Эндрю Дабб                        | 25 мая 2016     | 1,84                |
| Бог медленно умирает. С его смертью баланс между Светом и Тьмой будет нарушен. Сэм предлагает убить Амару, чтобы убрать из уравнения обоих. С помощью Ровены, Кроули, освободившегося от Люцифера Кастиэля и жнеца Билли, они создают бомбу из душ и помещают её внутрь Дина. Но когда Дин приближается к Амаре, она объясняет Винчестеру, что со смертью Бога исчезнет всё в этом мире, включая и Тьму. Дин говорит Амаре, что есть другой путь: помириться с братом. |            |                                                            |                     |                                   |                 |                     |